# Шестаков, Сергей Васильевич
Серге́й Васи́льевич Шестако́в (родился 23 ноября 1934, Ленинград) — советский и российский генетик, академик РАН (2000; член-корреспондент АН СССР с 1987), доктор биологических наук, заведующий кафедрой генетики МГУ, специалист в области молекулярной и радиационной генетики, биотехнологии, генетики и генетической инженерии микроорганизмов, генетики процессов фотосинтеза и азотфиксации.

## Биография
В 1964 году защитил кандидатскую диссертацию «Стабилизация мышечной пируватдегидрогеназы имидазольными соединениями».Доктор биологических наук (1975, диссертация «Генетика одноклеточных синезеленых водорослей»). Профессор (1978), заведующий кафедрой генетики и селекции (1980—2008) биологического факультета МГУ. С 2009 года — главный научный сотрудник лаборатории генетики животных.
Директор Института общей генетики им. Н. И. Вавилова АН СССР (1988—1991). Директор (1991—2004), заведующий отделением генетической инженерии Международного учебно-научного биотехнологического центра МГУ (с 1991).
Открыл явление генетической трансформации (1970), изучил закономерности мутационного процесса, рекомбинации и репарации, создал векторные системы для клонирования генов. Разработал основы генетики и генетической инженерии цианобактерий. Имеет 6 авторских свидетельств и патентов на изобретения в области промышленной микробиологии и биотехнологии.
Академик РАН c 26 мая 2000 года. Член Биотехнологической академии РФ (1991). Председатель Научного совета РАН по проблемам генетики и селекции (1989), член бюро Научного совета РАН по биотехнологии. Член Президиума Вавиловского общества генетиков и селекционеров (1972) и Центрального совета Российского микробиологического общества (1978).
Член редколлегии журнала «Успехи современной биологии».

## Основные работы
Автор более 300 научных публикаций.

## Награды
- Лауреат Государственной премии СССР (1988).
- Заслуженный деятель науки Российской Федерации (30 января 1995) — за заслуги в научной деятельности
- Золотая медаль имени Н. И. Вавилова (РАН, 1997).
- Лауреат премии им. М. В. Ломоносова (1995).
- Заслуженный профессор Московского университета (2002).